# Vi som var föräldralösa
Vi som var föräldralösa (engelska: When We Were Orphans), utgiven år 2000, är den brittisk-japanske författaren Kazuo Ishiguros femte roman. Den översattes till svenska av Rose-Marie Nielsen. 
Romanen kan kategoriseras som en detektivroman. Vi som var föräldralösa nominerades till Man Booker Prize 2000 där den nådde urvalslistan. Kritiker anser att romanen är ett av Ishiguros svagare verk och författaren har själv sagt "Det är inte min bästa bok".

## Handling
Romanen handlar om engelsmannen Christopher Banks. Hans tidiga barndomsår utspelar sig i den internationella bosättningen i Shanghai i Kina i början på 1900-talet. När Christopher är i tio-årsåldern försvinner hans föräldrar spårlöst. Hans far var opiumaffärsman. Christopher skickas då till England för att bo hos sin moster. Han växer upp och blir en framgångsrik detektiv som en dag bestämmer sig för att använda sina färdigheter för att lösa mysteriet kring sina föräldrars försvinnande.
År 1937 återvänder Banks till Kina för att lösa sitt livs viktigaste fall. Läsaren får intrycket av att en världsomfattande katastrof nalkas om han inte lyckas lösa fallet, även om det inte är klart hur det skulle ske. I takt med att Christopher löser fallet flyter gränserna mellan verklighet och fantasi ihop. 